# George Zamka

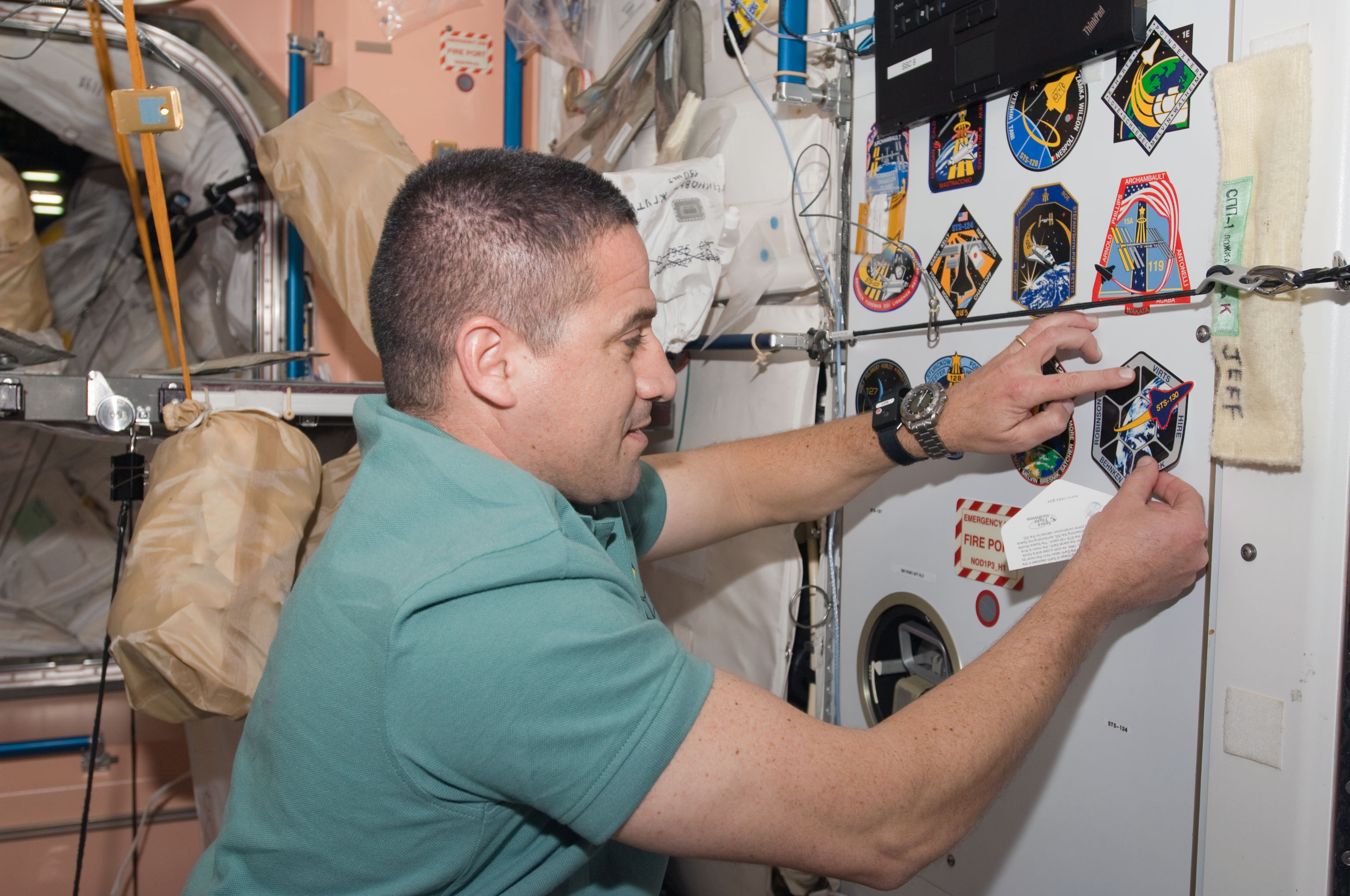
George Zamka przykleja logo misji STS-130 na Międzynarodowej Stacji Kosmicznej

George David „Zambo” Zamka (ur. 29 czerwca 1962 w Jersey City) – amerykański astronauta pochodzenia kolumbijsko-polskiego, pilot wojskowy, pułkownik Korpusu Piechoty Morskiej Stanów Zjednoczonych.

## Wykształcenie i służba wojskowa
- 1980 – ukończył szkołę średnią (Rochester Adams High School) w Rochester w stanie Michigan.
- 1984–1989 – ukończył Akademię Marynarki Wojennej Stanów Zjednoczonych w Annapolis, otrzymując w 1984 licencjat z matematyki. Następnie rozpoczął służbę w Korpusie Piechoty Morskiej. Po odbyciu wstępnego szkolenia lotniczego został skierowany do bazy Whidbey Island w stanie Waszyngton, w której przeszedł trening pilota samolotu A-6E. W 1988 został przeniesiony do 242. morskiej eskadry szturmowej do działań w każdych warunkach pogodowych (Marine All Weather Attack Squadron – VMFA(AW)-242), stacjonującej w bazie El Toro w Kalifornii. Później został instruktorem eskadry ds. broni i taktyki.
- 1990 – odbył kursu pilotażu samolotu F/A-18 i został skierowany do 211. morskiej eskadry myśliwców szturmowych (Marine Fighter Attack Squadron 121). Podczas I wojny w Zatoce Perskiej wykonał 66 lotów bojowych w ramach operacji „Pustynna Burza” (Desert Storm).
- 1993 – został lotniczym kontrolerem celów (Forward Air Controller – FAC) w 1. batalionie 5. pułku piechoty morskiej (1st Battalion 5th Marines) w bazie Camp Pendleton w Kalifornii.
- 1994 – ukończył Szkołę Pilotów Doświadczalnych Sił Powietrznych (US Air Force Test Pilot School). Następnie jako pilot doświadczalny samolotu F/A-18 i oficer operacyjny służył w Doświadczalnej eskadrze lotnictwa szturmowego Marynarki Wojennej (Naval Strike Aircraft Test Squadron – NSATS).
- 1997 – ukończył Florida Institute of Technology, uzyskując magisterium w dziedzinie inżynierii zarządzania.
- 1998 – powrócił do 211. eskadry myśliwców szturmowych, wraz z którą został przebazowany do Marine Corps Air Station Iwakuni w Japonii. Do czasu przyjęcia do korpusu astronautów NASA pełnił funkcję oficera ds. technicznego utrzymania samolotów (Aircraft Maintenance Officer).
- 2010 – zakończył służbę w Korpusie Piechoty Morskiej, przechodząc w stan spoczynku.

Jako pilot wylatał ponad 5000 godzin na ponad trzydziestu typach samolotów.

## Praca w NASA i kariera astronauty
- 4 czerwca 1998 – został przyjęty do 17. grupy astronautów NASA(inne języki).
- 1999 – w sierpniu zakończył szkolenie podstawowe i uzyskał kwalifikacje pilota wahadłowca, a następnie został skierowany do Biura Astronautów NASA, gdzie w Wydziale Eksploatacji Wahadłowców (Shuttle Operations Branch) zajmował się szkoleniem przyszłych astronautów.
- 2004 – uczestniczył w selekcji kandydatów do korpusu astronautów w ramach naboru NASA-19(inne języki).
- Czerwiec 2006 – został wyznaczony na pilota misji STS-120.
- 23 października – 7 listopada 2007 – odbył piętnastodniowy lot na pokładzie wahadłowca Discovery podczas misji STS-120. Głównym celem lotu było dostarczenie na Międzynarodową Stację Kosmiczną (ISS) modułu-łącznika Harmony oraz relokacja paneli baterii słonecznych stacji.
- 8–21 lutego 2010 – uczestniczył w misji STS-130 wahadłowca Endeavour, pełniąc funkcję dowódcy wyprawy. W trakcie misji dostarczono na stację ISS łącznik Tranquility i moduł obserwacyjny Cupola.
- 2013 – w marcu zakończył pracę w NASA i zatrudnił się w agencji Federal Aviation Administration.

## Nagrody i odznaczenia
- Legion of Merit
- Distinguished Flying Cross
- Defense Meritorious Service Medal
- Meritorious Service Medal
- Air Medal – sześciokrotnie
- Navy Commendation Medal z odznaką waleczności
- National Defense Service Medal
- NASA Outstanding Leadership Medal
- NASA Superior Accomplishment Award – czterokrotnie
- NASA Space Flight Medal – dwukrotnie
- Krzyż Oficerski Orderu Zasługi RP (2010, Polska)[1][2]
- Universal Astronaut Insignia za lot orbitalny (nr 462) – Stowarzyszenie Uczestników Lotów Kosmicznych (Association of Space Explorers(inne języki))[3]

## Wykaz lotów
| Loty kosmiczne, w których uczestniczył George D. Zamka                  | Loty kosmiczne, w których uczestniczył George D. Zamka | Loty kosmiczne, w których uczestniczył George D. Zamka | Loty kosmiczne, w których uczestniczył George D. Zamka | Loty kosmiczne, w których uczestniczył George D. Zamka | Loty kosmiczne, w których uczestniczył George D. Zamka | Loty kosmiczne, w których uczestniczył George D. Zamka |
| Nr                                                                      | Data startu                                            | Data lądowania                                         | Statek kosmiczny                                       | Funkcja                                                | Czas trwania                                           |                                                        |
| ----------------------------------------------------------------------- | ------------------------------------------------------ | ------------------------------------------------------ | ------------------------------------------------------ | ------------------------------------------------------ | ------------------------------------------------------ | ------------------------------------------------------ |
| 1                                                                       | 23 października 2007                                   | 7 listopada 2007                                       | STS-120 Discovery F-34                                 | Pilot wahadłowca                                       | 15 dni 2 godziny 22 minuty i 59 sekund                 |                                                        |
| 2                                                                       | 8 lutego 2010                                          | 21 lutego 2010                                         | STS-130 Endeavour F-24                                 | Dowódca misji                                          | 13 dni 18 godzin 8 minut i 3 sekundy                   |                                                        |
| Łączny czas spędzony w kosmosie — 28 dni 20 godzin 31 minut i 2 sekundy |                                                        |                                                        |                                                        |                                                        |                                                        |                                                        |